# Mats Löfström
Mats Löfström (nascut el 27 d'octubre del 1983 a Eckerö, Finàndia) és un polític finlandès qui representa al partit Centre d'Åland (partit polític de caràcter centrista i agrari de les Illes Åland) al Parlament de Finàndia (Eduskunta). Es va educar a la regió d'Äland fins que va estudiar ciències polítiques a la Universitat de Helsinki. Löfström és l'únic membre del parlament per la regió autònoma d'Åland i va ser candidat a les eleccions del 2015, remplaçant Elisabeth Nauclér. Löfström va ser reelegit a les eleccions d'abril del 2019. D'ençà 2012 col·labora amb el Parlament Europeu tot assessorant Carl Haglund i a partir del 2013 Nils Torvald.